# 索爾·杜西曼
索爾·杜西曼（英語：Saul Dushman，1883年7月12日—1954年7月7日）是一名俄裔美國物理化学家。

## 生平

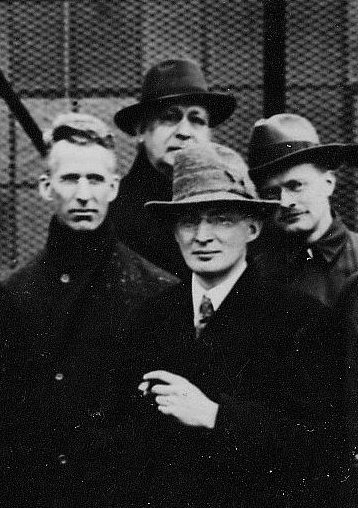
1921年，科學家團隊參觀RCA新布藍茲維馬可尼通訊站，索爾·杜西曼（奇異公司，中前），理查·蘭傑（RCA，右），E.B.皮爾斯伯利 (Note: E.B. Pillsbury)（RCA，中後），阿尔伯特·华莱士·赫尔（通用电气，左）。

1883年，他出生在俄羅斯，9歲時隨家人移居加拿大。1912年取得多倫多大學博士學位，同年進入位在斯克內塔第的通用电气研究室，1928年擔任助理主任而且工作長達40年。在他的職業生涯裡，除了1922到1925年在愛迪生燈泡工作室擔任研究部主任之外，其餘時間都是在奇異公司工作。
他主要的研究興趣是量子力学、電動勢、原子結構、電子發射、單分子力學、高真空技術，他也著作幾本標準的科學教科書。尤其是他編寫的教科書《真空技術的科學基礎》是涵蓋真空原理的經典之作，而且直到現在仍然是學校的教科書。1961年，他的同事詹姆斯·拉弗提全面修訂這本教科書。
1954年，他在斯科細亞過世。

## 註解
1. ↑  欧文·理查森
2. ↑  英語：，1922到1925年。
3. ↑  英語：
4. ↑  英語：
5. ↑  英語：，1922與1949年。
6. ↑  英語：

## 外部連結
- 索爾·杜西曼的論文 （页面存档备份，存于）